# Myotis pilosatibialis
Myotis pilosatibialis és una espècie de ratpenat de la família dels vespertiliònids. Viu a altituds d'entre 750 i 2.000 msnm a Mèxic, Centreamèrica, Colòmbia, Trinitat i Tobago i Veneçuela. El seu hàbitat natural són els altiplans. Anteriorment era classificat com a subespècie del ratpenat de Keays (M. keaysi), del qual es diferencia per la presència de pèls a tot l'uropatagi i els peus, el color més clar del seu pelatge marró, la major llargada dels seus pèls i la menor mida del crani.